# Turó de la Ferreria
El Turó de la Ferreria és una muntanya de 426 metres que es troba al municipi de Cànoves i Samalús, a la comarca del Vallès Oriental.